# Ынатваам
Ынатваам, также Речка 1-я — река на юге Чукотки, протекает по территории Анадырского района. Длина реки — 15 км.
Название в переводе с чукот. — «река, где растут съедобные коренья».
Образуется при слиянии Правого и Левого Ынатваамов северо-восточнее горы Дионисия. Протекает по сильно заболоченной части Анадырской низменности. Впадает в Анадырский лиман Берингова моря. В приустьевой части под действием приливов отмечается изменение течения реки на противоположное.
Притоки (от устья): Чаичий (пр), Песцовая Нора (пр), Сухое Русло, Гусиный (лв), Каменушка.
В верхнем течении вдоль правого берега реки проходит грунтовая дорога до Анадыря. В среднем течении по правому берегу реки — увалы Приречные, по левому — южная оконечность увалов Береговых.

## Топографические карты
- Лист карты Q-60-XXXIII,XXXIV устье р. Великая. Масштаб: 1 : 200 000. Состояние местности на 1964—1984 год. Издание 1987 г.